# Pic barré
Campethera maculosa
Espèce
Statut de conservation UICN

 LC  : Préoccupation mineure
Le Pic barré ou Pic barré à dos d'or (Campethera maculosa) est une espèce d'oiseau appartenant à la famille des Picidae. Son aire de répartition s'étend sur la Mauritanie, le Mali, le Sénégal, la Guinée-Bissau, la Guinée, le Sierra Leone, le Liberia, la Côte d'Ivoire, le Ghana et le Togo.

## Systématique
Le Congrès ornithologique international (version 13.1, 2023) reconnaît actuellement deux sous-espèces de pic barré :
- C. m. maculosa (Valenciennes, 1826) : la sous-espèce nominale. Vit du Sénégal et la Guinée-Bissau au sud du Ghana.
- C. m. permista (Reichenow, 1876) : Vit de l'est du Ghana au sud-ouest du Soudan du Sud et au nord de l'Angola et au centre de la République démocratique du Congo.

La sous-espèce permista a longtemps été considérée comme une espèce à part (le Pic à dos vert), puis comme une sous-espèce du Pic de Cailliaud. Le COI suit actuellement le traitement de HBW, basé sur des critères morphologiques, ; Clements la considère toujours comme une sous-espèce du Pic de Cailliaud. C. maculosa et C. cailliautii étant fortement apparentées, la question pourra difficilement être tranchée ; une étude génétique de 2017 suggère que permista est plutôt apparentée au Pic de Cailliaud, mais relève la faible différence génétique et la difficulté d'estimer les échanges génétiques entre leurs populations.